# 三元桥 (茂县)
三元桥是四川省茂縣土门镇下场口的福缘桥、得缘桥、土门小桥三座单孔石砌拱桥的总称。2004年，福缘桥增补为第六批四川省文物保护单位。2006年5月25日，三元桥列為第六批全國重點文物保護單位（阿壩紅軍長征遺跡）。